# Gotham Award/Beste Regie
Gotham Award: Beste Regie (Filmmaker Award)
Gewinner in der Kategorie Beste Regie (Filmmaker Award) seit der ersten Verleihung 1991. Der sogenannte Gotham Filmmaker Award würdigte die Arbeit lokaler Filmregisseure.
- 1991 – Jonathan Demme
- 1992 – Spike Lee
- 1994 – Joel und Ethan Coen
- 1995 – Abel Ferrara
- 1996 – John Sayles
- 1997 – Errol Morris
- 2004 – Michael Moore